# 이탈리아의 대외 관계
이 본문은 이탈리아의 대외 관계에 대한 설명이다.
 대한민국
양국은 1956년:482 수교한 이후 우호적인 관계를 지속하고 있다. 로마에 주이탈리아 대한민국의 대사관(주 몰타·산마리노 대사관을 동시에 겸임), 밀라노에 총영사관을 개설하고 있다. 서울에 주한 이탈리아 대사관(주 조선민주주의인민공화국 대사 겸임)이 있다. 이탈리아는 한국 전쟁 때 UN군의 일원으로 의료와 시설 지원을 하였다. 대한민국과 협정 체결 현황은 1961년 3월 특허권·상표권 보호에 관한 각서 교환, 1965년 3월 무역·문화 협정, 1975년 사증 및 사증수수료 면제에 관한 각서 교환, 1982년 5월 경제협력협정에 합의하였다. 이어 1984년 2월 과학 및 기술협력협정, 1989년 1월 투자증진 및 상호보호 협정, 이중과세 및 탈세방지 협약, 2000년 3월 관광협력협정, 2005년 3월 한·이 사회보장협력협정에 합의하였다. 대한민국의 대(對)이탈리아 수출은 41억0749만USD, 이탈리아의 대(對)대한민국 수출은 43억7392만USD(각 2011년)에 달하여, 이탈리아는 대한민국에서 제28위 수출국이자 제26위 수입국이다. 모두 4,141 명(재외국민 3,920 명, 시민권자 221 명) 한인이 이탈리아에 거주(2010년 12월 기준)하고 있다. 이는 웬만한 면 인구 수준이다.
 중화인민공화국
이탈리아와 중화인민공화국 양국은 하나의 중국 원칙으로 중국과 1970년 수교하고 중화민국과 단교하였으며, 유럽 연합의 대중국 무기 금수 조치 해제에 대해 적극적으로 지지하고 있다. 이탈리아와 중화인민공화국 양국 모두 베이징시와 로마에 서로 대사관을 두고 있으며, 이탈리아 주재 중화인민공화국 대사관이 산마리노를 단독으로 겸임하고 있다.
 일본
이탈리아와 일본은 1867년 3월 31일 정식으로 외교 관계를 맺은 이래 비교적 우호 관계를 맺고 있다. 그러나 기존의 일본 제국, 독일 제국과 더불어 3대 추축국 중의 하나이므로, 1940년에 완벽하게 맺은 삼국 동맹 조약을 결성한 이력이 있다. 현재 이탈리아와 일본 양국에 설치된 재외공관은 일본 측은 로마에 대사관을, 밀라노에 총영사관을 각각 설치하고 있으며, 산마리노와 몰타를 각각 겸임하고 있다. 그리고 이탈리아 측은 도쿄도에 대사관을, 오사카시에 총영사관을 각각 설치되어 있으며, 나하시, 나고야시, 히로시마시에 명예영사관을 따로 설치되어 있는 것으로 전하고 있다.
 인도
이탈리아와 인도는 양국 모두 상주공관을 두고 있으며, 인도 측은 이탈리아 로마에 대사관을 두고 있고 밀라노에 총영사관을 두고 있다. 또한 이탈리아 측은 뉴델리에 대사관을, 캘커타와 뭄바이에 총영사관을 각각 두고 있다. 그리고 이탈리아와 인도의 외교 관계가 한 때 좋지 않았지만, 이탈리아 유조선인 엔리카 렉시에의 호송 임무를 수행하던 해병대원 2명은 2012년 2월 15일 인도 남부 케랄라주에서 64km 떨어진 해상에서 참치 어선 어민 2명을 해적으로 잘못 알고 총격을 가해 숨지게 한 혐의로 나흘 뒤 인도 당국에 체포되어 구금한 이력이 있어, 양국 관계가 한 때 경색되었고 로마 주재 인도 대사까지 초치하게 되는 이력도 물론 있었다.

## 같이 보기
- 이탈리아의 재외공관 목록